# Гвинея на Паралимпийских играх
Гвинея на Паралимпийских играх впервые приняла участие в 2004 году на летних Играх в Афинах (не участвовали в Играх 2012 года). На зимних Играх делегация Гвинеи участия пока не принимала. Медалей на Играх спортсмены Гвинеи пока не завоевали.